# Heal Me
„Heal Me” – singel niemieckiej piosenkarki C.C. Catch wydany 31 lipca 2024 roku w Hiszpanii przez wytwórnię Team33. Nagranie jest efektem współpracy artystki z hiszpańskim producentem Luisem Rodríguezem. Piosenka została zadedykowana zmarłemu ojcu piosenkarki.

## Lista utworów

### Wydanie cyfrowe[2]
1. „Heal Me” – 2:56

## Autorzy[2]
- Muzyka: C.C. Catch
- Autor tekstów: Luis Rodríguez, David Granados
- Śpiew: C.C. Catch
- Producent: Luis Rodríguez, Philippe Escaño